# Пралківці (гміна)
Ґміна Пралківці (пол. Gmina Prałkowce) — колишня (1934—1939 рр.) сільська ґміна Перемишльського повіту Львівського воєводства Польської республіки (1918—1939) рр. Центром ґміни було село Пралківці. У ґміні було 884 будинки (на 1931 р.).
1 серпня 1934 р. було створено об'єднану сільську ґміну Пралківці в Перемишльському повіті Львівського воєводства внаслідок об'єднання дотогочасних (збережених від Австро-Угорщини) громад сіл (ґмін): Красічин, Кругель Малий, Кругель Великий, Пралківці, Сливниця коло Красічина, Тернівці та міжвоєнної польської колонії Залісся.
12 вересня 1939 року німці окупували територію ґміни, однак вже 26 вересня 1939 року мусіли відступити, оскільки за пактом Ріббентропа-Молотова вона належала до радянської зони впливу. За кілька місяців територія ввійшла до Перемишльського району Дрогобицької області. В червні 1941, з початком Радянсько-німецької війни, територія знову була окупована німцями. В липні 1944 року радянські війська оволоділи цією територією.
У березні 1945 року колишня територія гміни віддана Польщі, а українське населення в 1945-1947 роках виселено в СРСР та на понімецькі землі.